# Institutul Român de Istorie Recentă
Institutul Român de Istorie Recentă (IRIR) este un institut dedicat cercetării trecutului recent al României.
A fost înființat în anul 2000 din inițiativa lui Coen Stork, fost ambasador al Olandei în România (decembrie 1987 - mai 1993).
Denumirea oficială a institutului este "Fundația pentru Studiul Istoriei Recente a României".
Finanțarea inițială a venit din partea Ministerului de Externe al Olandei prin programul MATRA.
Directorul institutului este Liviu Tofan, iar președintele consiliului director este Dennis Deletant.
Prin lucrările sale, bazându-se pe dosare din arhiva Partidului Comunist Român sau din cele ale fostei Securități, IRIR are meritul de a fi arătat cum a funcționat sistemul concentrațional din perioada regimului comunist, ce fel de oameni erau selectați în nomenclatura de partid și de stat, la ce fel de comenzi răspundeau și cum reușeau să mențină sistemul.
Una dintre cele mai importante lucrări produse este „Securiștii partidului. Serviciul de Cadre al PCR ca poliție politică”, apărută în 2002, cu cinci coautori.